# Jenyiszej-hegyvonulat
A Jenyiszej-hegyvonulat (oroszul Енисейский кряж [Jenyiszejszkij krjazs]) tájegység Oroszországban, Észak-Ázsiában, a Közép-szibériai-fennsík része. Közigazgatásilag a Krasznojarszki határterülethez tartozik.

## Elhelyezkedése
A Közép-szibériai-fennsík magasra emelkedő délnyugati peremét foglalja el. A Kan folyó völgyétől a Jenyiszej jobb partja mentén északnyugat felé mintegy 700 km hosszan, a Köves-Tunguszkáig húzódik. Keleten az Angara-felfölddel határos, legnagyobb szélessége 200 km. Az Angara völgye egy északnyugati és egy délkeleti részre osztja.

## Jellemzői
Alapját prekambriumi kőzetek alkotják. A hegyvonulat főként kristályos palából és gneiszből áll, ezeket sok helyen gránit töri át; északi részeit óidei homokkő és mészkő takarja. A tetők általában legömbölyítettek; központi gerincei 800–900 m tengerszint feletti magasságban fekszenek, legmagasabb csúcsa a Jenasimszkij Polkan (1104 m). Nyugaton meredeken emelkedik ki a Jenyiszej völgyéből, keleti peremét szelídebb lejtők jellemzik. A Jenyiszej felé tartó folyók mocsaras völgyei erősen felszabdalták.
Éghajlata a Közép-szibériai-fennsík többi tájánál enyhébb. A nyugati hegyoldalak viszonylag sok csapadékot kapnak, kelet felé haladva a csapadék mennyisége csökken. A lejtőket többnyire tajga borítja, de összetétele változó. Az északi hidegebb részeken a szibériai vörösfenyő az uralkodó; dél felé már inkább a sötét-tajga lép előtérbe, más fenyőfajtákkal keverten az erdeifenyő. A legmagasabb tetők kopárak vagy legfeljebb alacsony cserjékkel fedettek.
Ásványi kincsei közül az aranyat már az 1830-as években fölfedezték és ma is bányásszák. Az Alsó-Angara vidékén jelentős készletek vannak vasércből, nefelinszienitből, Razdolinszk környékén pedig magnezitet bányásznak.